# 3. Fallschirmjäger-Division
3. Fallschirmjäger-Division ("Tredje fallskärmsjägardivisionen") var en tysk militärenhet under Andra världskrigets senare år.

## Organisation
Divisionens organisation
- Divisionsstab
- 5. Fallschirm-Jäger-Regiment
  - Fallschirm-Jäger-Battalion
  - Fallschirm-Jäger-Battalion
  - Fallschirm-Jäger-Battalion
  - Infanterie Geschütz Kompanie
  - Panzerjäger-Kompanie
  - Pionier-Kompanie
- 8. Fallschirm-Jäger-Regiment
  - Fallschirm-Jäger-Battalion
  - Fallschirm-Jäger-Battalion
  - Fallschirm-Jäger-Battalion
  - Infanterie Geschütz Kompanie
  - Panzerjäger-Kompanie
  - Pionier-Kompanie
- 9. Fallschirm-Jäger-Regiment
  - Fallschirm-Jäger-Battalion
  - Fallschirm-Jäger-Battalion
  - Fallschirm-Jäger-Battalion
  - Infanterie Geschütz Kompanie
  - Panzerjäger-Kompanie
  - Pionier-Kompanie
- 3. Fallschirm-Artillerie-Regiment
- 3. Fallschirm-Flak-Abteilung
- 3. Fallschirm-Panzer-Jäger-Abteilung
- 3. Fallschirm-Pionier-Bataillon
- 3. Fallschirm-Luftnachrichten-Abteilung

## Befälhavare
Divisionens chefer
- Generalmajor Walter Barenthin   (13 sep 1943 - 14 feb 1944)
- Generalleutnant Richard Schimpf   (17 feb 1944 - 20 aug 1944)
- General der Fallschirmtruppen Eugen Meindl   (20 aug 1944 - 22 aug 1944)
- Generalmajor Walter Wadehn   (22 aug 1944 - 5 jan 1945)
- Generalleutnant Richard Schimpf   (5 jan 1945 - 1 mar 1945)
- Oberst Helmut Hoffmann   (1 mar 1945 - 8 mar 1945)
- Oberst Karl-Heinz Becker   (8 mar 1945 - 8 apr 1945)